# Las Palmas (provincie)
Las Palmas is een overzeese provincie van Spanje en maakt deel uit van de regio Canarische Eilanden. De provincie heeft een oppervlakte van 4066 km². De provincie telde 1.131.359 inwoners in 2021 verdeeld over 34 gemeenten.
Hoofdstad van Las Palmas is Las Palmas de Gran Canaria.
Het bestaat voornamelijk uit drie eilanden met wat kleinere eilandjes:
- Gran Canaria
- Fuerteventura
  - Isla de Lobos
- Lanzarote
  - Chinijo-archipel:
    - Montaña Clara
    - Alegranza
    - Graciosa
    - Roque del Este
    - Roque del Oeste

## Demografische ontwikkeling
Bron: INE
Opm: Bevolkingscijfers in duizendtallen